# Tomáš Topinka
Tomáš Topinka (ur. 5 czerwca 1974 w Pradze) – czeski żużlowiec, posiadający również słowacką licencję.

## Życiorys
Trzykrotnie startował w finałach indywidualnych mistrzostw świata juniorów, najlepsze wyniki osiągając w 1994 i 1995 r. (dwukrotnie IV m.). W 1997 i 2003 r. dwukrotnie (jako zawodnik z „dziką kartą”) uczestniczył w rozegranych w Pradze eliminacjach cyklu Grand Prix IMŚ, zajmując odpowiednio XV i VI m. (a w całych cyklach XXII i XXVI m.). Dwukrotnie reprezentował Czechy w finałach światowych rozgrywek drużynowych, w 1997 r. w finale drużynowych mistrzostwach świata (Piła – V m.), a w 2002 r. w finale drużynowego Pucharu Świata (Peterborough – V m.).
W 1992 r. zdobył złoty medal młodzieżowych indywidualnych mistrzostw Czechosłowacji. W 1996 i 2003 r. zdobył złote medale w indywidualnych mistrzostwach Czech. Dwukrotnie stawał na podium rozgrywanego w Pardubicach turnieju o „Zlatą Přilbę” (1995 – II m. za Tonym Rickardssonem, 1996 – I m.).
W latach 1995–2003 występował w polskiej lidze, reprezentując kluby Sparty Wrocław (1995–1996), Apatora Toruń (1998), RKM-u Rybnik (1999), GKM-u Grudziądz (2000) oraz Kolejarza Rawicz (2003). W 1995 r. zdobył złoty medal drużynowych mistrzostw Polski.
Przez wiele sezonów startował w lidze brytyjskiej, w barwach klubów z King’s Lynn (1993-1995, 1997-1999, 2003-2011), Oksfordu (1996), Ipswich (1999), Belle Vue (2001), Coventry (2002, 2005, 2007), Swindon (2004), Arena Essex (2004), Eastbourne (2004), Lakeside (2008) oraz
Workington (2011).